# تشارلز عيسوي
تشارلز فيليب عيسوي (1916 - 8 ديسمبر 2000) كان خبيرا اقتصاديا أكاديميا بارزا ومؤرخا للشرق الأوسط في جامعة كولومبيا وجامعة برينستون في الولايات المتحدة. وقال روجر أوين، أستاذ تاريخ الشرق الأوسط في جامعة هارفارد، إن عيسوي "كان والد دراسة التاريخ الاقتصادي الحديث للشرق الأوسط.

## حياته
ولد عيسوي في عام 1916 في القاهرة، مصر، لأبوين مسيحيين أرثوذكس يونانيين. ودرس في كلية فيكتوريا في الإسكندرية، وقرأ الفلسفة والسياسة والاقتصاد في كلية المجدلية، أكسفورد. عمل في الحكومة المصرية من عام 1937 إلى عام 1943. ودرس في الجامعة الأميركية في بيروت من عام 1943 إلى عام 1947. التحق بجامعة كولومبيا في عام 1951 وأصبح أستاذا للاقتصاد في راجنر نوركسي. كما كان مدير معهد الشرق الأدنى والشرق الأوسط في كولومبيا. من عام 1975 حتى تقاعده في عام 1986، كان أستاذ بايارد دودج لدراسات الشرق الأدنى في جامعة برينستون. وفي الفترة من عام 1987 إلى عام 1991، كان أستاذا مساعدا للاقتصاد في جامعة نيويورك.

## وفاته
توفي تشارلز عيسوي في 8 ديسمبر 2000 عن عمر يناهز 84 عاما.

## الكتب
- مصر: مصر: تحليل اقتصادي واجتماعي (1947)
- مصر في منتصف القرن (1954)
- مصر في الثورة: تحليل اقتصادي (غرينوود برس، 1963)
- التاريخ الاقتصادي للشرق الأوسط 1800-1914. كتاب من القراءات. (مطبعة جامعة شيكاغو، 1966)
- التاريخ الاقتصادي لإيران، 1800-1914 (مطبعة جامعة شيكاغو، 1971)
- النفط والشرق الأوسط والعالم (مطبعة المكتبة، 1972)
- تاريخ اقتصادي للشرق الأوسط وشمال أفريقيا (مطبعة جامعة كولومبيا، 1982)

## روابط خارجية
- فولفغانغ ج. شوانيتس: في التذكار تشارلز فيليب عيسوي. في: أورينت، 43 (2002) 2، 167-171.